# João Pedro Zappa
João Pedro Zappa Motta (Río de Janeiro, 8 de octubre de 1988) es un actor brasileño.

## Carrera
Zappa comenzó su carrera en 2007 en una pequeña participación en la serie Cilada, hizo una pequeña participación en la serie Guerra e Paz, en 2009, Zappa ganó su primer papel fijo en la serie Cinquentinha jugando a Gabriel.
En 2010 participó en la serie A Turma do Pererê y Nosso Querido Trapalhão. En 2014 João Pedro se destacó por interpretar al adolescente rebelde Greg en la serie Segunda Dama y por actuar en la película Boa Sorte.
En 2015 João Pedro hizo un cameo en la telenovela A través del tiempo. y en 2017 protagonizó la serie Os Dias Eram Assim, interpretando a Sergio, hijo de un policía corrupto que pelea con su padre.
En 2019 participó en la serie GNT, Vítimas Digitais, y en el mismo año ganó fama interpretando a Santos Dumont en la miniserie biográfica Santos Dumont. 
En 2021 interpreta a Nélio en la telenovela Rede Globo, Nos Tempos do Imperador, jugando a Nélio el mejor amigo del villano Tonico que se enamora de su esposa, Dolores.

## Filmografía
| Año  | Título                  | Personaje                          | Notas                          |
| ---- | ----------------------- | ---------------------------------- | ------------------------------ |
| 2007 | Cilada                  |                                    |                                |
| 2008 | Guerra e Paz            |                                    | Episodio: Cães e Gatos         |
| 2009 | Por Toda Minha Vida     | Jerry Adriani                      | Episodio: Especial Raul Seixas |
| 2009 | Cinquentinha            | Gabriel Santoro de Carvalho Flores |                                |
| 2010 | A Turma do Pererê       | Tatu Pedro Vieira                  |                                |
| 2010 | Morando Sozinho         | Conrado                            | Episodio: O Irmão              |
| 2014 | Segunda Dama            | Gregório Garcez (Greg)             |                                |
| 2015 | Além do Tempo           | joven Bento                        |                                |
| 2015 | Questão de Família      | Miguel                             |                                |
| 2017 | Os Dias Eram Assim      | Sérgio Amaral (Serginho)           |                                |
| 2017 | Os Homens São de Marte  | João Campos                        | Episodio: 17 de septiembre     |
| 2019 | Vítimas Digitais        | Arthur                             | Episodio: Maria Clara          |
| 2019 | Santos Dumont           | Alberto Santos Dumont              |                                |
| 2020 | Reality Z               | TK                                 |                                |
| 2021 | Nos Tempos do Imperador | Cornélio Pindaíba (Nélio)          |                                |

### Cine
| Año  | Título                             | Personaje        | Notas                    |
| ---- | ---------------------------------- | ---------------- | ------------------------ |
| 2008 | O Vampiro do Meio-Dia              | Adolescente      | Cortometraje             |
| 2008 | Ressaca                            | Thiago           | Cortometraje             |
| 2009 | Enquanto Isso                      | Bernardo         | Cortometraje             |
| 2009 | Direita é A Mão Que Você Escreve   | Antonio          | Cortometraje             |
| 2010 | Nosso Querido Trapalhão            |                  | Película para televisión |
| 2011 | Desassosego (Filme das Maravilhas) |                  |                          |
| 2012 | Gaydar                             |                  | Cortometraje             |
| 2012 | Os Mortos-Vivos                    |                  | Cortometraje             |
| 2012 | Disparos                           | Guto             |                          |
| 2013 | Coisas Nossas                      | Ivan             | Cortometraje             |
| 2014 | Boa Sorte                          | João             |                          |
| 2014 | Mutantes                           | Bruno            | Cortometraje             |
| 2014 | Aula de Reforço                    | Bento            | Cortometraje             |
| 2015 | Éden                               | Vinte Anos       |                          |
| 2017 | Destinos                           | Antonio          | Cortometraje             |
| 2017 | Gabriel e a Montanha               | Gabriel Buchmann |                          |
| 2018 | Vende-se Esta Moto                 | Xéu              |                          |
| 2018 | Rasga Coração                      | Maguari Pistolão |                          |
| 2019 | B.O.                               | João Lucas       |                          |
| 2021 | Noites de Alface                   | Nico             |                          |